# Ricky Dean Logan
Ricky Dean Logan (Los Angeles, 1º giugno 1967) è un attore statunitense.
Tra i film più celebri ai quali ha partecipato sono Ritorno al futuro - Parte II, Ritorno al futuro - Parte III, Nightmare 6 - La fine, e Buffy l'ammazzavampiri.
Dal 1990 è sposato con Tamarah Angelique da cui ha avuto due figli.

## Filmografia parziale
- Ritorno al futuro - Parte II (Back to the Future: Part II), regia di Robert Zemeckis (1989)
- Ritorno al futuro - Parte III (Back to the Future: Part III), regia di Robert Zemeckis (1990)
- Nightmare 6 - La fine (Freddy's Dead: The Final Nightmare), regia di Rachel Talalay (1991)
- Buffy l'ammazzavampiri (Buffy the Vampire Slayer), regia di Fran Rubel Kuzui (1992)
- L.A. Dicks (2005)
- E.R. - Medici in prima linea (ER) – serie TV, un episodio (2006)
- The Mentalist – serie TV, un episodio (2010)

## Doppiatori italiani
Nelle versioni in italiano delle opere in cui ha recitato, Ricky Dean Logan è stato doppiato da:
- Fabrizio Manfredi in Ritorno al futuro - Parte II
- Corrado Conforti in Nightmare 6 - La fine
- Raffaele Palmieri in The Mentalist
- Alessandro Messina in Spiati dai vicini